# Castello di Massino Visconti
Il castello Visconti di San Vito di Massino Visconti è un complesso fortificato eretto nell'XI secolo, all'entrata dell'omonimo comune, sopra un declivio terrazzato.

## Storia
La costruzione del castello ebbe inizio attorno all'XI secolo con l'originaria funzione di convento dei monaci di San Gallo. Nel giro di poco più di un secolo, il castello diventerà la residenza signorile di campagna della famiglia Visconti, insediatisi nel 1139 come feudatari. Il castello di Massino Visconti venne in parte demolito nel 1358 da Galeazzo II Visconti, in guerra col marchese del Monferrato.
Nel 1721, vi nacque Filippo Maria Visconti, futuro arcivescovo di Milano.
Nel 1863 viene acquistato dai Visconti di Aragona da Pietro Pallestrini,di Villa Biscossi. erudito e autore di una rassegna industriale del Verbano nonché sindaco di Massino, che lo abitò e lo restaurò per poi trasmetterlo ad un altro ramo dei Visconti, i Visconti di San Vito, proprietari del castello fino al 2022.

## Struttura
Il castello oggi si presenta come un maniero in buono stato di conservazione. L'odierna costruzione è il risultato di una serie di considerevoli ricostruzioni apportante nel XVI secolo: oggi si presenta come un edificio che si sviluppa su tre livelli, con una sola torre (il mastio centrale) stretta tra edifici del XVII e XVIII secolo in cui si può notare un balconcino vicino al cortile dal quale i Visconti parlavano agli abitanti del paese.
Le altre tre torri furono abbattute per poter far posto alla lavanderia, alla cucina, alle scuderie, alle stalle ed al giardino.
In passato, inoltre, vi era anche un fossato, un ponte levatoio, delle prigioni e i trabocchetti per le torture, come quello sull'orlo di un profondo pozzo in cui erano state collocate delle lame di acciaio, ancor oggi visibile.